# 日本動物高度医療センター
日本動物高度医療センター（にほんどうぶつこうどいりょうセンター、英: Japan Animal Referral Medical Center Co.,Ltd.）は、神奈川県川崎市高津区にある動物病院運営企業。

## 概要と特徴
ペットの犬や猫などの癌や白内障、脳神経疾患や技術的に困難な整形外科、軟部外科、胸部外科など、治療の難しい疾患の動物に対し、一般の動物病院から患者動物の紹介を受けて先進医療を行う完全紹介制の動物病院。全国にある動物病院約11,000病院の内、3,300（2017年現在）を超える動物病院と連携している。
川崎本院は、5階建てで11の診療室と6つの陽圧手術室、犬猫併せて100頭以上を収容できる入院施設、酸素吸入や温度管理が可能なICU、がんや転移病巣を早期に検出するPET/CT（ポジトロン断層法/コンピュータ断層撮影）や高精度照射のできる高エネルギー放射線治療装置（リニアック）、高磁場MRI等の先端医療機器を備え、停電時にも対応可能な非常用ディーゼル高圧発電装置も備えている。
診療科は、呼吸器科、循環器科、泌尿生殖器科、消化器科、腫瘍科、脳神経科、整形外科、眼科、放射線科があり、常勤・非常勤合わせて80名の獣医師と170名を超えるスタッフが診療にあたっている。
現代社会ではペットは家族の一員であり、ペットの早期癌検診や、ペットが弱ってきた際により詳しい診断や一般的に治療が困難な症例への最適な判断と処置が求められているという需要に応えるために設立された。またペットを失った飼い主の心のケアを担当するカウンセラーも置いている。

## 沿革
- 2005年（平成17年）9月 - 獣医師の金重辰雄と、日本獣医師会会長の山根義久東京農工大学教授が、動物医療界において「臨床や教育現場で活躍する人材の教育」の環境を整え、「動物医療技術の向上を担う臨床研究」にチャレンジし、地域の連携病院と協力して「高度医療（二次診療）」を提供することを目的として、神奈川県川崎市高津区に株式会社日本動物高度医療センターを設立。
- 2007年（平成19年）
  - 6月 - 本店所在地に小動物の二次診療施設（川崎本院）として8診療科（総合診療科、循環器科、腫瘍科、放射線科、皮膚科、眼科、麻酔科、カウンセリング科）にて開業。
  - 12月 - 放射線治療器の稼働を開始。
- 2008年（平成20年）
  - 2月 - 神奈川県横浜市中区に動物医療分野の事業に関するコンサルティングを行うJCアライアンス株式会社（現・連結子会社）を100%子会社として設立。
  - 4月 - 組織改編により総合診療科を廃止し、呼吸器科、消化器科、泌尿生殖器科、脳神経科、整形科、歯科を新設し、13診療科となる。
- 2009年（平成21年）3月 - 民間では初めて、「小動物臨床研修診療施設」として農林水産大臣より指定を受ける
- 2010年（平成22年）
  - 3月 - 学会発表、研究開発を統括する社内横断的な組織として、学術部門を新設する。歯科を廃止し、12診療科となる。
  - 8月 - PET-CTの稼働を開始。
- 2011年（平成23年）12月 - 愛知県名古屋市天白区に名古屋病院を開業。
- 2012年（平成24年）3月 - 皮膚科を廃止し、11診療科（循環器科、呼吸器科、泌尿生殖器科、消化器科、腫瘍科、放射線／画像診断科、麻酔科／手術部、脳神経科、整形科、眼科、カウンセリング／理学療法科）となる。
- 2014年（平成26年）1月 - 高度医療機器を用いた動物の画像診断施設を運営する株式会社キャミック（本店：神奈川県川崎市）を、子会社化（現・連結子会社）。
- 2015年（平成27年）3月 - 東京証券取引所マザーズ市場に新規上場（証券コード：6039）。
- 2018年（平成30年）1月 - 東京都足立区に東京病院を開業。